# Stabilizers
Stabilizers war eine US-amerikanische Indie-Rock-Band aus Erie, Pennsylvania. Die Band wurde 1986 von Dave Christenson (Gesang, Bass) und Rich Nevens (Gitarre, Keyboards) gegründet.

## Geschichte
In den frühen 1980er Jahren engagierte sich der Sänger Dave Christenson in der lokalen Erie-Band Prophecy, zu der auch der Keyboarder John Schaaf gehörte, der später der in Erie ansässigen Live-Band Stabilizers beitrat. Die Gruppe Prophecy tourte durch Pennsylvania, Ohio und New York und erzielte mit dem Song Another American Rock ’N Roll Story einen lokalen Hit. Die Band löste sich absichtlich auf, als Schaaf die juristische Fakultät und Schlagzeuger Brad Vargo die medizinische Fakultät verließ, um 1984 ihre letzte Show zu spielen; Christenson schloss sich noch im selben Jahr mit Nevens zusammen, um die Band Stabilizers zu gründen und die Songs der Gruppe zu schreiben und aufzunehmen. George Hazuda wurde für Live-Auftritte am Schlagzeug hinzugefügt, und bald schlossen sich andere Mitglieder der Gruppe an, darunter Schaaf an den Keyboards und am Saxophon. Stabilizers war der Name von Nevens vorheriger Band, während seiner Schulzeit an seiner Alma Mater, Penn State, und er übernahm den Spitznamen für die neue Gruppe. Nachdem sie weiterhin durch die Gegend von Pennsylvania getourt waren und Originalkompositionen auf einem 4-Spur-Recorder aufgenommen hatten, wurden sie 1985 bei Columbia Records unter Vertrag genommen und veröffentlichten im folgenden Jahr Tyranny, ihr erstes und einziges Album.
Die erste Single vom Album Tyranny war One Simple Thing, die 1986 auf Platz 21 der Billboard Mainstream Rock Tracks-Charts und 1987 auf Platz 93 der Billboard Hot 100 landete. Das Lied erreichte Platz 100 in Australien. Zwei Musikvideos wurden veröffentlicht, um für das Album zu werben: One Simple Thing wurde vom damaligen Video-Regisseur David Fincher inszeniert – der später mit Filmen wie Alien 3, oder Fight Club größere Erfolge erzielen sollte. Kameramann des Videos war John de Borman. Die Single Tyranny schaffte es nicht in die Charts und für die nächsten fünf Jahre verschwand die Gruppe Stabilizers aus dem Blickfeld.
Nach der Übernahme von Columbia Records durch Sony unterzeichneten Stabilizers einen neuen Vertrag mit MCA Records, veröffentlichten jedoch (zunächst) kein Material. 1991 wurde jedoch ein unveröffentlichter Track aus der MCA Records-Session, Maybe This Time, in der Krimikomödie Teen Agent – Wenn Blicke töten könnten aufgenommen.
Dave Christenson und Rich Nevens blieben nach der Auflösung der Band freundschaftlich verbunden.
David D. Christenson (geboren am 15. März 1963 in Erie, Pennsylvania) verstarb am 13. Dezember 2017 in Seattle, Washington, nach einem dreijährigen Kampf an Lungenkrebs. Er wurde 54 Jahre alt und hinterließ seine Frau und zwei Söhne.

## Diskografie

### Alben
- 1986: Tyranny (CBS)

### Singles
- 1986: One Simple Thing (CBS)
- 1986: Tyranny (CBS)